# Jagan Hames
Jagan Graeme Hames (* 31. října 1975 Onkaparinga) je bývalý australský atlet, závodící ve vícebojích. Je držitelem oceánského rekordu v desetiboji (8490 bodů z roku 1998). Kariéru oficiálně zahájil jako výškař, jeho osobní rekord v této disciplíně činí 230 cm. Později se věnoval víceboji a jeho největším úspěchem je zlatá medaile z Her Commonwealthu v Kuala Lumpuru v roce 1998. Zvítězil také ve skoku do výšky na světovém juniorském šampionátu v Lisabonu roku 1994.